# Rhodanthidium caturigense
Rhodanthidium caturigense är en biart som först beskrevs av Giraud 1863.  Rhodanthidium caturigense ingår i släktet Rhodanthidium och familjen buksamlarbin. Inga underarter finns listade i Catalogue of Life.